# الفرد براونشوایگر
آلفرد براونشوایگر (انگلیسی: Alfred Braunschweiger; ۱۶ اکتبر ۱۸۸۵ – ۲۹ ژوئن ۱۹۵۲) شیرجه‌رو اهل آلمان بود.